# Johann Georg Paulus
Johann Georg Paulus (* 1678 in Ellwangen; † um 1732 in Mergentheim) war ein Bildhauer. Paulus wirkte vor allem in der Deutschordensstadt Mergentheim und im angrenzenden Hochstift Würzburg.

## Leben
Johann Georg Paulus wurde im Jahr 1678 in der Hauptstadt der Fürstpropstei Ellwangen geboren. Sein Vater war in der Stadt ebenfalls als Bildhauer tätig. Seine Ausbildung erhielt Paulus wohl bei seinem eigenen, etwa neun Jahre älteren Bruder Melchior Paulus, der ebenfalls als Bildhauer und Stuckateur tätig war. Die Brüder arbeiteten auch bei späteren Aufträgen noch miteinander, unter anderem beim Bau des Hochaltars für die Klosterkirche in Gerlachsheim. Noch in seiner Geburtsstadt heiratete Paulus am 20. Februar 1708 Anna Catharina Mayer.
Da der regierende Fürstpropst Franz Ludwig von der Pfalz zugleich Hoch- und Deutschmeister des Deutschen Ordens war, gelang es Paulus Aufträge auch im weiter nördlich gelegenen Landgebiet des Ordens um Mergentheim zu erhalten. Spätestens 1709 war Paulus in Mergentheim wohnhaft. Im gleichen Jahr stieg er zu einem Bürger der Stadt auf. In Mergentheim arbeitete Paulus an vielen Baustellen, wobei er sich schnell auf Kirchenausstattungen spezialisierte. Der schwäbische Bildhauer wurde in Mergentheim allerdings auch von anderen Handwerkern in verschiedene juristische Auseinandersetzungen gezogen, die den Auswärtigen als Konkurrenz ansahen.
Am 8. Juni 1714 wurde Paulus und seiner Frau ein Kind in Mergentheim geboren. Am 9. Februar 1728 heiratete Paulus in Mergentheim erneut. Seine zweite Ehefrau hieß Maria Margareta Daßler und war die Tochter des Töpfer Johann Daßler. Wahrscheinlich starb Paulus kurz nach seiner zweiten Hochzeit. Bereits im Jahr 1732 fragte der ebenfalls aus Schwaben stammende Anton Grimbach in Mergentheim um die Aufnahme als Bildhauer an. Die letzten datierbaren Arbeiten stammen aus dem Jahr 1731.

## Werke (Auswahl)

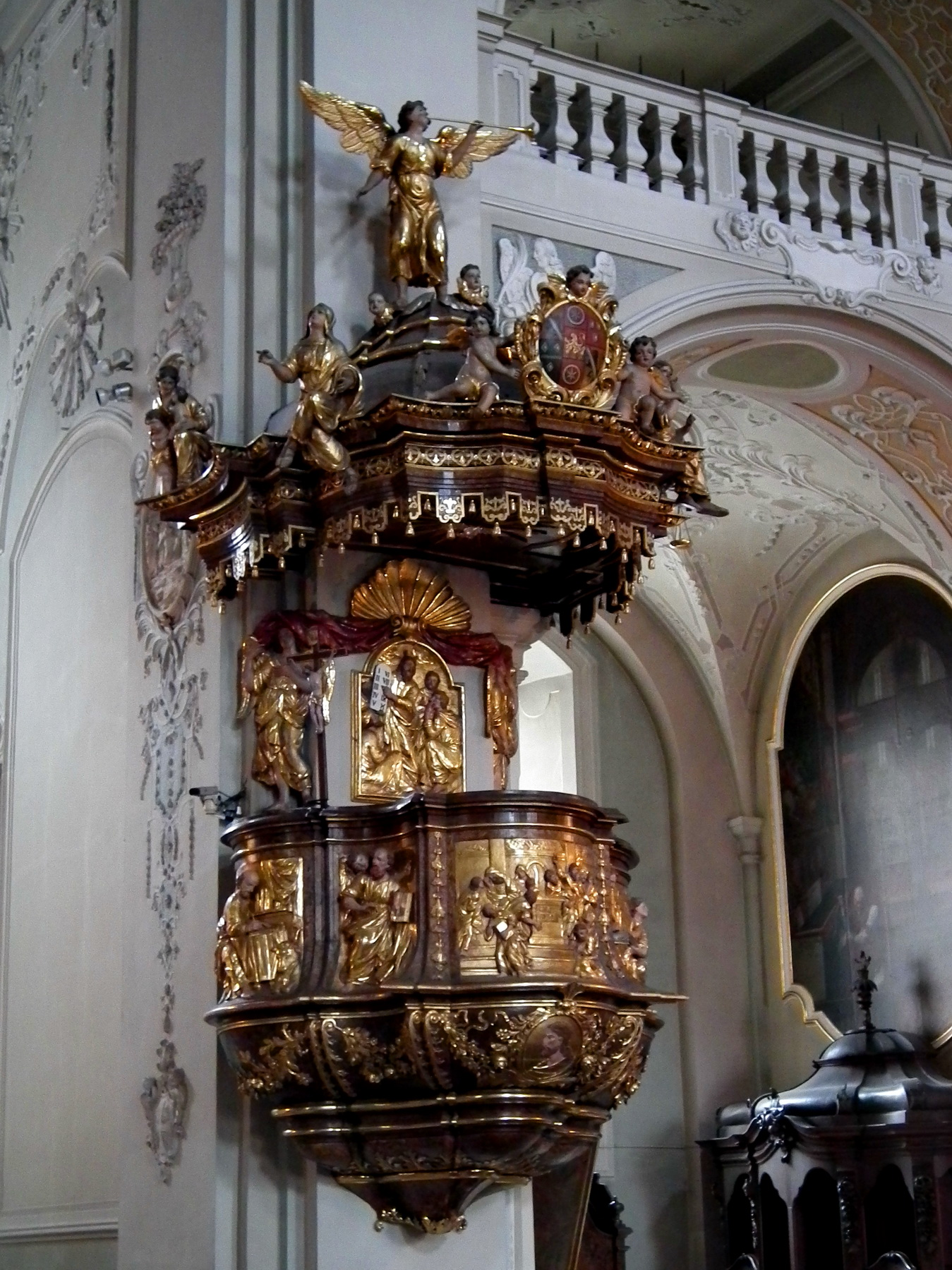
Kanzel in der Wallfahrtskirche Walldürn

- 1710, Mergentheim, Priesterseminar, Portalwappen
- 1716, Mergentheim, Dominikanerkirche, Stuckkanzel
- 1721, Walldürn, Wallfahrtskirche, Kanzel
- 1727/1728, Mergentheim, Pfarrkirche, Kanzel und Seitenaltäre
- um 1730, Gerlachsheim, Klosterkirche, Hochaltar, Kruzifix u. a.
- um 1730, Gerlachsheim, Grünbachbrücke, vier Brückenfiguren
- o. J, Mergentheim, Dominikanerkirche, Rosenkranzaltar[2]